# Kathleen Cleaver
Kathleen Cleaver (Memphis, 13 de maig de 1945) és una professora de dret estatunidenca, coneguda per la seva participació en l'associació Panteres Negres.
Va viure en diferents països durant la seva infància, per la feina del seu pare al ministeri d'exteriors estatunidenc. Un cop tornada, als Estats Units va estudiar a l'Oberlin College i el Barnard College però va deixar la universitat per treballar al Student Nonviolent Coordinating Committee. El 1967 va traslladar-se a San Francisco i va casar-se amb l'activista Eldridge Cleaver, amb qui compartí afiliació a l'organització Panteres Negres. Va ser la primera dona en la direcció de l'associació i va esdevenir-ne cap de premsa i portaveu. El 1968 va presentar-se pel Partit per la Pau i Llibertat a l'Assemblea de l'Estat de Califòrnia, obtenint el 4,7% dels vots.
Com a membre de les Panteres Negres, Cleaver era sovint objecte d'investigacions policials. El seu marit, juntament amb altres membres de l'associació es van veure involucrats amb un tiroteig amb la policia a Oakland, després del qual va decidir exiliar-se a Cuba i posteriorment a Algèria. Kathleen va reunir-se amb ell el 1969. Arran de discrepàncies amb el líder Huey P. Newton, Kathleen i el seu marit van ser expulsats de les Panteres Negres i van fundar la Revolutionary People’s Communication Network.
L'any 1975 la família Cleaver va tornar als Estats Units, on Eldridge va ser condemnat a 5 anys de llibertat condicional. Als anys 80, Kathleen va tornar a la universitat a Yale on va graduar-se cum laude en dret i va treballar com a advocada i procuradora a la Cort d'Apel·lacions. El 1987 va divorciar-se d'Eldridge i des del 2005 ha treballat com a investigadora i professora de dret a la Universitat Yale i a la Emory University School of Law.